# Antonio Crespo Álvarez
Antonio Crespo Álvarez (Zamora, 5 de marzo de 1891-Madrid, 23 de marzo de 1972) fue un médico español, especialista en pulmón y corazón. Fue presidente de la Organización Médica Colegial de España (1948-1963).

## Biografía
Nacido en Zamora el 5 de marzo de 1891, estudió la carrera de Medicina y Cirugía en Salamanca y Madrid, doctorándose en Madrid. Se especializó en "Pulmón y Corazón" (en la actualidad son dos especialidades separadas: neumología y cardiología).
Fue médico del Cuerpo de Sanidad Militar, jefe del Servicio de Tuberculosis de la Facultad de Medicina de Madrid, médico y director de los Dispensarios Antituberculosos de Madrid. Director de la Escuela Nacional de Enfermedades del Tórax (actual Instituto de Cardiología de Madrid)  y de la Escuela de Enfermería Victoria Eugenia (actual Escuela Universitaria de Enfermería de la Cruz Roja de Madrid).
Nombrado presidente del Colegio Oficial de Médicos de Madrid, desde febrero de 1946 hasta abril de 1948; fecha en la que fue designado presidente de la Organización Médica Colegial de España hasta 1963. También fue presidente de la Lucha contra las Cardiopatías, y académico correspondiente de la Real Academia Nacional de Medicina.[cita requerida] Formó parte de la Asociación Internacional de Enfermedades del Tórax.
Fue designado procurador en Cortes y formó parte del Consejo del Reino.
Falleció en Madrid, el 23 de marzo de 1972.

## Publicaciones

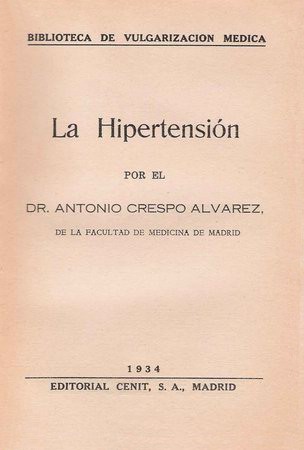
Portada del libro "La Hipertensión", 1934.

### Artículos científicos
- El pulso capilar capilaroscópico. Anales de la Real Academia Nacional de Medicina. 1925; XLV(3):434-8.
- La granulia fría y crónica. Archivos de Medicina, Cirugía y Especialidades. 1929; 30:65.
- Aneurisma de las paredes del corazón. Anales de la Academia Nacional de Medicina. 1931; 2ª época II(2):119-21.
- La desaparición del lóbulo superior derecho en la imagen radiológica. Anales de la Real Academia Nacional de Medicina. 1934;  LIV(1):100-6.

### Libros
- La clínica de la embolia pulmonar (2ª ed). Madrid: Editorial Paz Montalvo; 1951.
- Compendio de cardiopatología
- Historia de la tuberculosis
- La Hipertensión. Madrid: Editorial Cénit; 1934.
- La repercusión de los antibióticos en las luchas sanitarias. 1951.
- Pleuresías localizadas
- Tratamiento quirúrgico de la tuberculosis pulmonar. 1942.

## Condecoraciones
- Caballero gran cruz de la Orden de Isabel la Católica[7]